# The Qpiz
The Qpiz è una serie a cartoni animati italiana prodotta da Zodiak Active in collaborazione con Rai Sat, andata in onda in Italia su Rai 2.
La serie racconta in chiave ironica le avventure di tre fantomatiche supereroine dell'amore, Hearty, Liebe e Lovelyn, arrivate da un pianeta sconosciuto per diffondere i sentimenti e il romanticismo sulla Terra. Le tre protagoniste cercano di aiutare i loro amici a risolvere i problemi in tema d'amore e amicizia, ma spesso finiscono loro stesse per prendere delle grandi cotte e le loro avventure si risolvono in brutte figure. Durante le missioni il loro motto è “Questa è roba da Qpiz!”

## Trama
Le Qpiz sono tre amiche, vivono insieme e lavorano in una cioccolateria nella città di Middletown. 
Grazie alla determinazione di Hearty, alla sensibilità di Lovelyn e alle strampalate invenzioni di Liebe, in ogni episodio le tre eroine affrontano spinose situazioni sentimentali. Tra rocambolesche avventure e perle di dissacrante saggezza Hearty, Lovelyn e Liebe, cercano di diffondere l'amore e i sentimenti nella vita dei loro amici. Spesso le loro imprese si rivelano un buco nell'acqua, ma sono sempre fonte di grandissime risate.
Leitmotiv della serie è il folle amore di Hearty per Tyler, il ragazzo più tenebroso della scuola. Nonostante i numerosi tentativi di conquistarlo lui rimane per lei irraggiungibile.
Le tre protagoniste hanno tre antagoniste le Cherries: vanitose, crudeli e determinate a sventare i piani delle Qpiz.

## Personaggi principali

### The Qpiz
- Lovelyn: è ingenua, spontanea e sempre di buon umore. La Qpiz dai capelli rosa è un'ottimista e vede il lato positivo di ogni situazione. È estremamente golosa di qualsiasi tipo di cioccolato. È doppiata da Jolanda Granato.
- Hearty: una montagna di capelli rossi dalla conclamata attitudine al comando. Si considera la capobanda e l'organizzatrice del gruppo, di cui ovviamente si autoproclama leader… È la “sorella maggiore” della situazione: a tratti decisamente detestabile, sa sempre condurre a casa sane e salve le più piccole. Il suo obiettivo è fare in modo che tutti a Middletown s'innamorino, animali inclusi, sposare Tyler e insieme vivere felici e contenti. È doppiata da Loretta Di Pisa.
- Liebe: bionda di ferro, è un affascinante maschiaccio, con una personalità ribelle. Genio della tecnologia, crea molti dei dispositivi tecnologici che le ragazze utilizzano. Le piacciono i gadget e le scienze. È doppiata da Gea Riva.

### I ragazzi
- Tyler: È il ragazzo più cool della scuola; è cinico ed enigmatico e non crede nell'amore. Hearty è cotta di lui, e il suo fascino oscuro attrae anche le Cherries. Il suo migliore amico è Lance. È doppiato da Federico Zanandrea.
- Lance:  è uno sportivo e si allena tutto il giorno. Non si occupa tanto della sua mente, e si vede. È convinto che l'amore e i sentimenti "risucchiano" troppe energie e non possono fare bene a un atleta professionista come lui. Ciononostante, non si esime dall'usare le ragazze a suo piacimento. È un playboy che spesso adotta la filosofia "dell'usa e getta". Le Qpiz compiono sforzi enormi per farlo cambiare.

### Gli amici
- Mrs. Cracklepop: ha 110 anni, ma a volte pensa di poter fare le stesse cose che faceva 70 anni prima. Vive con i suoi 30 gatti, per i quali si diverte a confezionare abitini da passeggio.
- James: è amico e confidente delle Qpiz. È buono e di natura scherzosa, intrattiene i clienti delle cioccolateria dove lavora, con racconti umoristici sulle realtà adolescenziali. James ama la musica reggae e cerca di trasmettere questa passione a tutti, ovunque vada. Anche se non sempre è appropriato.
- Feather: ha un cuore puro e leggero e una stazza a dir poco imponente. È il capitano della squadra di wrestling, ma il suo sogno è recitare il ruolo di Giulietta in "Romeo e Giulietta" nello spettacolo della scuola. È una tenerona e come una bambina spesso non riesce a contenere l'entusiasmo.
- Hector: il coloratissimo Hector è un uccellino un po' stordito. È sempre alla ricerca di una "compagna", di qualsiasi specie essa sia. Non è raro vedere Hector che tenta di conquistare un cane o una mucca.

### Le antagoniste
- The Cherries: popolari, vanitose, crudeli: sono le "dure" della scuola. Intelligenti e carine, sono determinate a sventare i piani delle Qpiz perché minacciano la loro popolarità e probabilmente anche perché non vogliono mostrare le loro emozioni a nessuno.
  - Terry: è la “ragazza cattiva” per eccellenza. È carismatica, attraente, intelligente e perfida. Anche lei, come Hearty, ha una cotta per Tyler.
  - Kerry: è il braccio destro di Terry anche se non può competere in bellezza e intelligenza. I suoi commenti pungenti fanno scoppiare in lacrime le compagne.
  - Merry: è la più allegra delle Cherries, ma ha la cattiva abitudine di parlare troppo. Parla anche nel sonno e spesso si lascia sfuggire dettagli importanti o segreti.

## La serie a cartoni animati
La prima stagione comprende 52 episodi da 2 minuti e 30 secondi l'uno.

### Episodi
- 1 – Specchio, specchio
- 2 – Una canzone d'amore
- 3 − Dolce vendetta
- 4 − Un nuovo studente
- 5 − Bowling!
- 6 − Il cappello
- 7 − Torta di compleanno per Hearty
- 8 − Sei per una
- 9 – Povero Lance
- 10 – Da cane al padrone
- 11 – Scambio di identità
- 12 – Teste di coccio
- 13 – Mollate e rammollite
- 14 – Tyler contro Tyler
- 15 – Un minuscolo problema
- 16 – Quel brufolo deve sparire!
- 17 – Partita a due
- 18 – Scintille d'amore
- 19 – Un sogno da sogno
- 20 – Scambi alla pari
- 21 – Pazze risate con Lovelyn
- 22 – Un pigiama party da paura
- 23 – Di bocca in bocca
- 24 – Che bambole
- 25 – Odore odioso
- 26 – Ecco a voi Lovallump
- 27 – L'armadio del nemico
- 28 – Gli opposti si attraggono
- 29 – Il giorno della foto
- 30 – Punizione per amore
- 31 – L'eterno amore
- 32 – Studio di gruppo
- 33 − Ragazze da combattimento
- 34 – Il Look dell'amore
- 35 – Alle due in punto
- 36 − Roba da gatti
- 37 – Vita sfortunata
- 38 – Coppietta perfetta
- 39 – Ad alta quota
- 40 – Sboccia l'amore
- 41 – Shopping selvaggio
- 42 – Nascondino
- 43 – L'amore di Hector
- 44 – Visione impossibile
- 45 – Hearty 2-0
- 46 – Tra i due litiganti
- 47 – Ex Factor
- 48 – L'albero dell'amore
- 49 – La domandona
- 50 – Sorprese al cioccolato
- 51 – Due per uno
- 52 - Una nuova “Kerribile” Qpiz

## Pubblicazioni

### Libri
Un libro dal titolo I test delle Qpiz è stato edito da De Agostini.

### Riviste
Le Qpiz sono presenti costantemente su numerose riviste per ragazze. 
- Ragazza moderna
- Top Girls
- LOL
- Cioè